# Svängel

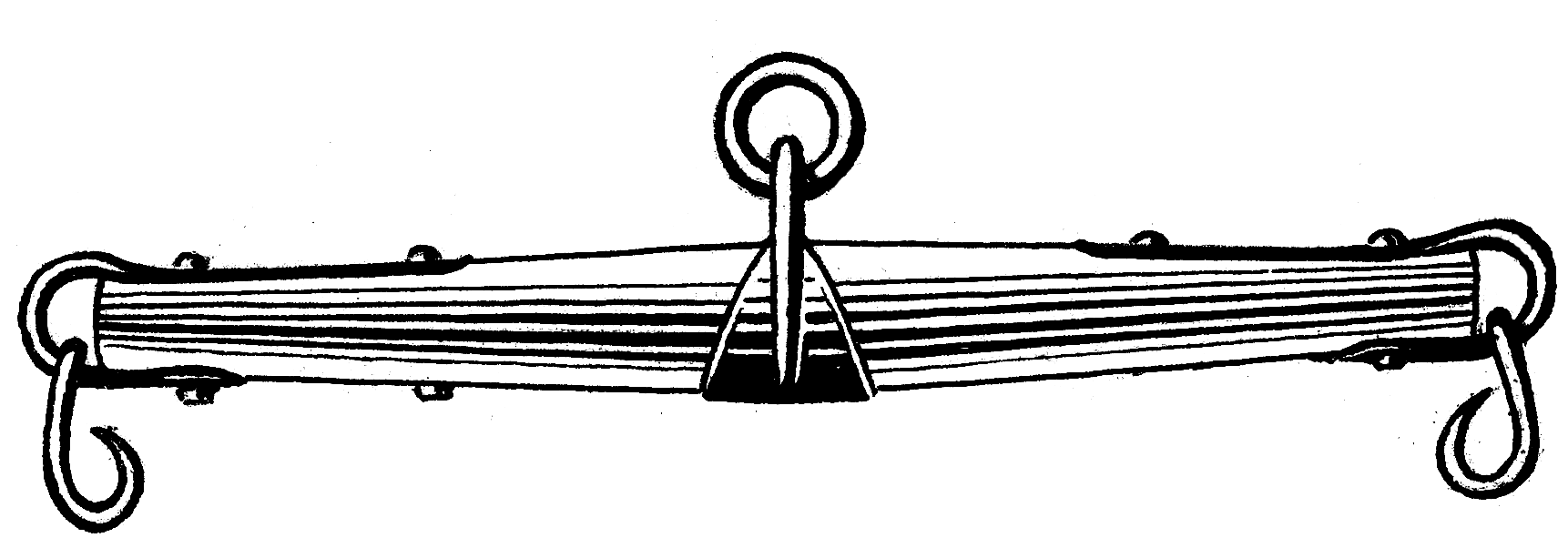
Svängel.

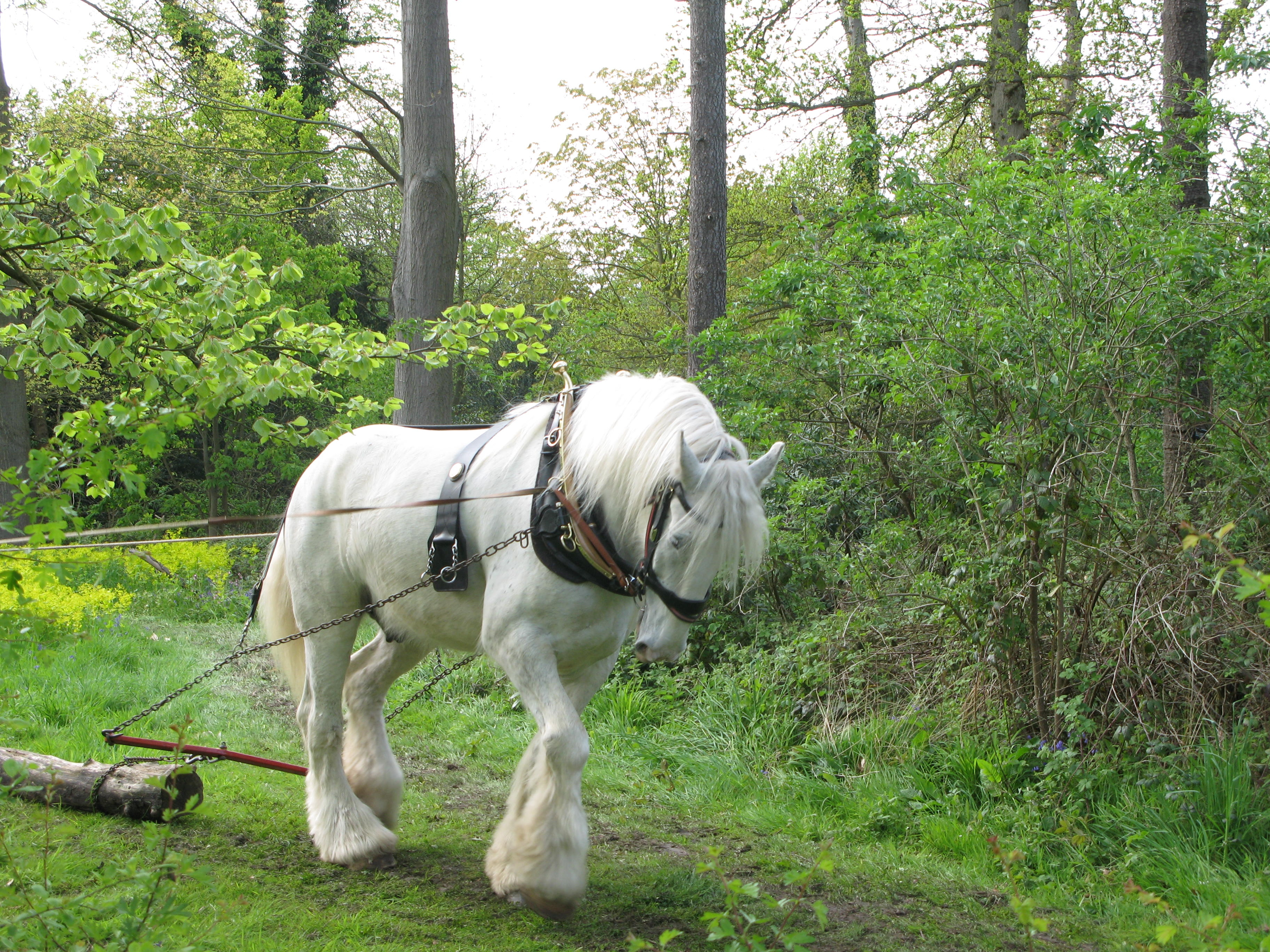
Häst som drar med hjälp av svängel.

Svängel är för hästtransporter en tvärslå i vars ändar hästen draglinor fästs och i vars mitt en krok/bygel/ring finns som det dragna objektet fästs i.